# Казеєвка (Зубово-Полянський район)
Казе́євка (рос. Казеевка, ерз. Казеевка) — селище у складі Зубово-Полянського району Мордовії, Росія. Входить до складу Анаєвського сільського поселення.
Населення — 49 осіб (2010; 58 у 2002).
Національний склад (станом на 2002 рік):
- мордва — 93 %